# Pribojska Goleša
Pribojska Goleša (Servisch cyrillisch Прибојска Голеша) is een plaats in de Servische gemeente Priboj. De plaats telt 204 inwoners (2002).